# Point Arena
Point Arena is een plaats (city) in de Amerikaanse staat Californië, en valt bestuurlijk gezien onder Mendocino County.

## Demografie
Bij de volkstelling in 2000 werd het aantal inwoners vastgesteld op 474.
In 2006 is het aantal inwoners door het United States Census Bureau geschat op 473, een daling van 1 (-0,2%).

## Geografie
Volgens het United States Census Bureau beslaat de plaats een oppervlakte van
3,5 km², geheel bestaande uit land. Point Arena ligt op ongeveer 64 m boven zeeniveau.

## Plaatsen in de nabije omgeving
De onderstaande figuur toont nabijgelegen plaatsen in een straal van 64 km rond Point Arena.